# 8 dicembre
L'8 dicembre è il 342º giorno del calendario gregoriano (il 343º negli anni bisestili). Mancano 23 giorni alla fine dell'anno.

## Eventi
- 1801 - Muore a Venezia, probabilmente suicida, Gian Dionisio Foscolo, detto Giovanni, fratello minore del poeta Ugo Foscolo. Alla sua memoria il poeta dedicherà una delle sue più celebri opere: il sonetto In morte del fratello Giovanni
- 1816 – L'atto di unione del Regno di Napoli e del Regno di Sicilia rappresenta ufficialmente la nascita del Regno delle Due Sicilie
- 1841 – A Torino San Giovanni Bosco inizia la fondazione del suo oratorio
- 1849 – Papa Pio IX pubblica la lettera enciclica Nostis et nobiscum sulle accuse rivolte alla Chiesa di non volere la gloria dell'Italia, sulle cospirazioni contro la Chiesa e la religione, sul pericolo del socialismo e del comunismo, sulla loro incompatibilità con la religione e la loro condanna, sui tentativi di protestantizzazione in Italia, sulla necessità di meglio istruire i fedeli sugli insegnamenti della religione, sulla condanna della libera diffusione della stampa, sulla condanna dei cattivi libri e della diffusione dei libri sacri in volgare senza autorizzazione della Santa Sede, sulla condanna degli ecclesiastici che abbracciano le teorie moderne
- 1854 – Papa Pio IX proclama il dogma dell'Immacolata Concezione, circa la tradizione che vorrebbe la Vergine Maria nata senza il comune peccato originale
- 1869 – Papa Pio IX apre il Concilio Vaticano I (sospeso dal papa nel luglio 1870, per lo scoppio della guerra franco-prussiana)
- 1883 - alle "ore 3 pomeridiane" il poeta italiano Giosuè Carducci termina la stesura di San Martino, una delle sue più celebri poesie. Verrà pubblicata pochi giorni dopo nel supplemento Natale e capo d'anno de L'Illustrazione Italiana e successivamente raccolta nelle Rime nuove del 1887
- 1886 – Viene fondata l'American Federation of Labor
- 1907 – Re Gustavo V di Svezia sale al trono svedese
- 1914 – Viene combattuta la battaglia delle Isole Falkland
- 1940 – Seconda guerra mondiale: la notte fra l'8 e il 9 dicembre ha inizio l'Operazione Compass, ossia l'offensiva britannica contro le forze italiane in Libia
- 1941
  - Shoah: i nazisti usano i camion a gas per la prima volta nel Campo di Chełmno, nei pressi di Łódź
  - Seconda guerra mondiale: dopo l'Attacco di Pearl Harbor del giorno precedente, il Congresso degli Stati Uniti approva una dichiarazione di guerra contro l'Impero giapponese votata quasi all'unanimità (la deputata Jeannette Rankin è l'unica a votare contro); in risposta, tre giorni dopo, la Germania nazista e l'Italia fascista dichiarano guerra agli Stati Uniti d'America
  - Seconda guerra mondiale: i giapponesi lanciano un attacco contro Hong Kong
- 1943 – Seconda guerra mondiale: gli Alleati bombardano la Stazione dell'Aquila, l'adiacente Officina Carte e Valori della Banca d'Italia e il quartiere di Borgo Rivera, uccidendo 183 persone fra prigionieri di guerra alleati, militari tedeschi e civili
- 1960 – Il compositore e direttore d'orchestra Henry Mancini regista agli RCA Victor's Music Center of the World di Hollywood il brano strumentale Moon River, tema musicale del film Colazione da Tiffany[1]
- 1965 – Papa Paolo VI chiude ufficialmente il Concilio Ecumenico Vaticano II, aperto l'11 ottobre 1962
- 1970 – Fallito tentativo di colpo di Stato in Italia, capitanato dal principe Junio Valerio Borghese
- 1972 – Il treno sperimentale TGV 001 stabilisce il record di velocità massima per treni non elettrici: 318 km/h
- 1974 – Referendum istituzionale in Grecia per l'abolizione della monarchia
- 1976 – Gli Eagles pubblicano Hotel California, uno degli album discografici più venduti di tutti i tempi
- 1980 – Ultimo giorno di vita del musicista John Lennon: durante la mattinata posa con sua moglie Yōko Ono nel loro appartamento newyorkese per la fotografa Annie Leibovitz in un servizio fotografico storico per la rivista Rolling Stone[2], nel pomeriggio lavora in studio al brano Walking on Thin Ice, e la sera, tornando a casa, viene prima avvicinato e poi ucciso dal suo fan Mark David Chapman
- 1985 – Calcio: la Juventus vince la sua prima Coppa Intercontinentale battendo ai rigori l'Argentinos Juniors
- 1987 – Firma del Trattato sulle armi nucleari a medio raggio
- 1991 – I capi di Russia, Bielorussia e Ucraina si incontrano nella riserva naturale di Belovezhskaya Pushcha, in Bielorussia, per firmare un accordo che pone fine all'URSS e fondano la Comunità degli Stati Indipendenti (CSI)
- 1993 – Il North American Free Trade Agreement (NAFTA) viene trasformato in legge con la firma del presidente statunitense Bill Clinton
- 1994 – Bill Clinton firma un decreto che fa entrare in vigore la partecipazione degli USA al General Agreement on Tariffs and Trade (il GATT era stato firmato formalmente il 15 aprile 1994, a Marrakesh, Marocco da 124 nazioni)
- 2004 – Nathan Gale uccide il chitarrista heavy metal Dimebag Darrell e altre tre persone durante un concerto dei Damageplan all'Alrosa Villa a Columbus nell'Ohio
- 2006 – Esce sul mercato la console per videogiochi Wii
- 2010 – Nel carcere di San Miguel a Santiago del Cile muoiono 83 carcerati, e altri 21 restano feriti, in un incendio causato probabilmente da una rissa fra detenuti
- 2015 – Papa Francesco apre il Giubileo straordinario della misericordia, da lui stesso indetto per mezzo della bolla pontificia Misericordiae Vultus, che ricorre nel cinquantesimo anniversario dalla conclusione del Concilio Vaticano II ed è dedicato alla tema della Misericordia

## Nati
Ci sono circa 1 100 voci su persone nate l'8 dicembre; vedi la pagina Nati l'8 dicembre per un elenco descrittivo o la categoria Nati l'8 dicembre per un indice alfabetico.

## Morti
Ci sono circa 520 voci su persone morte l'8 dicembre; vedi la pagina Morti l'8 dicembre per un elenco descrittivo o la categoria Morti l'8 dicembre per un indice alfabetico.

## Feste e ricorrenze

### Civili
Giornata internazionale contro le grandi opere inutili e imposte e per la difesa del pianeta
Nazionali:
- Francia, Corsica – Festa di a Nazione, festa nazionale

### Religiose
Cristianesimo:
- Immacolata Concezione della Beata Vergine Maria
- Sant'Eucario di Treviri, vescovo
- Sant'Eutichiano, papa
- San Macario di Alessandria, martire
- Santa Narcisa di Gesù Martillo y Morán, vergine
- San Noël Chabanel, sacerdote e martire
- San Patario (Patapio), eremita a Costantinopoli
- San Romarico, abate
- Santa Sabina di Cassel e sorelle, martiri nelle Fiandre
- San Sofronio di Cipro, vescovo
- San Teobaldo di Marly, abate
- Beati 11 padri mercedari
- Beato Bernardo de Senroma, mercedario
- Beato José Maria Zabal Blasco, padre di famiglia, martire
- Beato Alojzy Liguda, sacerdote e martire
- Beato Pietro de Haro, mercedario
- Beato Stefano Maconi, certosino

Religione romana antica e moderna:
- Tiberino sull'Isola Tiberina